# 2-Méthyltritriacontane
Le 2-méthyltritriacontane est un alcane supérieur ramifié de formule brute C34H70. C'est un isomère du tétratriacontane.